# Rosa Font i Massot
Rosa Font i Massot (San Pedro Pescador, Alto Ampurdán, 12 de marzo de 1957) es una escritora y profesora de lengua y literatura catalanas.
En el aspecto literario, ha dedicado la mayor parte de su obra a la poesía, obteniendo galardones como el Villa de Martorell por Agua lejana, el Fiesta de Elche por La luz primera, el Rosa Leveroni por Desde la raíz y el Carles Riba por Un lugar en la sombra.
En 2019 ganó el Premio de Poesía Señorío de Ausiàs March de Beniarjó con el poemario Celobert, y en 2023 fue reconocida por la Asociación de Escritores en Lengua Catalana con el premio Cavall Verd de poesía, por el poemario Tiempo Elíptico (Café Central/Eumo).
En el género de la novela ha ganado el Premio Ciudad de Palma Llorenç Villalonga de 2013 por La mujer sin mirada, novela basada en la vida de la pintora surrealista Ángeles Santos Torroella.
Su obra, tanto poética como narrativa, destaca por su vinculación con la comarca del Ampurdán. Ella misma explica que escribe porque ama las palabras y se apoya en autores como María Zambrano y Josep Pla.

## Obras
- Quadern d'Erinna de Telos (1989, Columna)
- Tres notes i el silenci (1989, Ediciones 62)
- Com ombres vives (1996, Columna)
- Envia'ns un àngel(1999, Alfaguara)
- Aigua llunyana (2001, Viena)
- La llum primera (2005, Tres y Cuatro)
- Des de l'arrel (2009, Proa)
- Un lloc a l'ombra (2011, Proa)
- L'ànima del freixe (2012, Barcanova)
- La dona sense ulls (2014, Onada. Traducido al castellano como La mujer sin mirada)
- Em dic la veu (2017, Libros del Siglo)
- Celobert (2019, Tres y Cuatro)
- Esquerda (2022, Proa)
- Temps El.líptic (2022, Jardins de Samarcanda, Café Central/Eumo)